# Дэйм-лейн
Дэйм-лейн (англ. Dame Lane, ирл. Lána an Dáma) — переулок в центре Дублина, расположенный в южной части города параллельно улице Дэйм-стрит. Открыт в конце XVIII века. Пролегает от Тринити-стрит на запад до Палас-стрит через Саут-Грейт-Джорджз-стрит. Район Темпл-бар и площадь Колледж-грин находятся к северу от переулка. Рядом также находятся Дублинский замок, Тринити-колледж и церковь Святого Андрея.

## История
Переулок получил название от церкви Девы Марии на дамбе. Средневековый храм снесли в XVII веке. Он стоял на плотине, которая дала название местной улице и восточным воротам города; на карте Джона Спида 1610 года они обозначены как Дэйм-стрит и Дэйм-гейт. Дэйм-стрит в XVIII веке была Королевской милей Дублина, соединяя замок со зданием парламента. Переулок Дэйм-лейн был открыт Комиссией по благоустройству улиц между 1785 и 1790 годами. Его проложили по линии существовавшего переулка через район, где находился старый Замковый рынок, недалеко от современной Саут-Грейт-Джорджз-стрит. Работы по благоустройству Дэйм-лейн начались в 1782 году со сноса Замкового рынка. С 1785 по 1790 год был проложен новый участок до Тринити-стрит, заменивший средневековые улочки и переулки.
Современный Дэйм-лейн является частью небольшого района под названием Дэйм, ограниченного улицами Саут-Грейт-Джорджз-стрит и Дэйм-стрит. Группа местных предпринимателей рекламирует Дэйм-корт и Дэйм-лейн, как территорию для общения и развлечений. Одной из достопримечательностей района является «Оленья голова» — традиционный ирландский паб, построенный в 1895 году на месте старых таверн конца XVIII века. Здание расположено на углу Дэйм-корт и Дэйм-лейн. Другой достопримечательностью является рекламная вывеска «Почему ты лысеешь?» от Универсальной клиники по трансплантации волос на углу Саут-Грейт-Джорджз-стрит и Дэйм-лейн; вывеска датируется 1961 годом и является любимой местной достопримечательностью певца Боно. В 2017 году Дублинский городской совет внёс в список охраняемых сооружений здание под номером 5 на Дэйм-лейн, построенное в 1906 году в качестве пристройки к типографии Хилайз Экм Принтинг Уорк. Её владелец был известным и успешным продавцом канцелярских товаров в Дублине в магазине на Дэйм-стрит и имел коммерческие здания на Дэйм-корт и Дэйм-лейн. Здание типографии было построено по проекту архитектора Уильяма Мэнсфилда Митчелла в 1895—1896 годах. В феврале 2014 года часть Дэйм-лейн была на несколько дней преобразована в Пултени-лейн викторианского Лондона для съемок готической драмы ужасов  «Грошовые ужасы».